# Território da Luisiana
```
   |-
       |
Erro:
:  
valor não especificado para "
nome_comum
"
```

O Território da Luisiana foi um território organizado e incorporado dos Estados Unidos que existiu entre 4 de julho de 1805 até 11 de dezembro de 1812, quando foi renomeado Território do Missouri. 
O Território da Luisiana foi formado a partir do Distrito de Louisiana (formado entre 10 de março de 1804 até 4 de julho de 1805) que consistia na parte da Compra da Louisiana ao norte do paralelo 33 (que agora é a divisa entre os estados Arkansas e Louisiana).

## Antecedentes
O 8º Congresso dos Estados Unidos, em 26 de março de 1804, aprovou uma legislação intitulada "An act erecting Louisiana into two territories, and providing for the temporary government thereof" ("Um ato que ergue a Louisiana em dois territórios e prevê seu governo temporário"), que estabeleceu o Território de Orleans e o Distrito de Louisiana como Territórios Incorporados Organizados. Com relação ao Distrito de Louisiana, este ato orgânico, que entrou em vigor em 1 de outubro de 1804, detalhou a autoridade do governador e dos juízes do Território de Indiana para fornecer jurisdição civil temporária sobre a região extensa.

## Criação
Em 3 de março de 1805, o Congresso aprovou uma legislação mudando o Distrito de Luisiana para o Território da Luisiana, a partir de 4 de julho de 1805.

## Limites
O Território da Luisiana incluía todas as terras adquiridas pelos Estados Unidos na Compra da Louisiana ao norte do paralelo 33. O limite oriental da compra, o rio Mississippi, funcionava como o limite oriental do território. Suas fronteiras norte e oeste, no entanto, eram indefinidas e assim permaneceram durante toda a sua existência. A fronteira norte com o território britânico da Terra de Rupert foi estabelecida pelo Tratado de 1818, e a fronteira oeste com o Vice-Reino da Nova Espanha foi definida pelo Tratado de Adams-Onís de 1819.

## Subdivisões
O Território da Luisiana teve seis subdivisões em distritos:
- St. Louis
- St. Charles
- St. Genevieve
- Cape Girardeau
- New Madrid
- Arkansas (em 1806)

## Governo
A capital do território era St. Louis.
James Wilkinson foi nomeado pelo presidente Thomas Jefferson como o primeiro governador territorial. Wilkinson ocupou simultaneamente o cargo de oficial sênior do Exército dos Estados Unidos.
Meriwether Lewis (1807–1809) serviu como o segundo, Benjamin Howard (1810–1812) como o terceiro e William Clark (1813–1820) serviu como o quarto e último governador territorial.

## Renomeando
Em 4 de junho de 1812, o 12º Congresso dos Estados Unidos promulgou uma legislação que renomeou o Território da Luisiana como Território do Missouri, a fim de evitar confusão com o recém-admitido Estado da Luisiana.

## Estados atuais
A área então ocupada pelo Território da Luisiana, abrange hoje vários Estados, indo do Golfo do México até a fronteira com o Canadá.

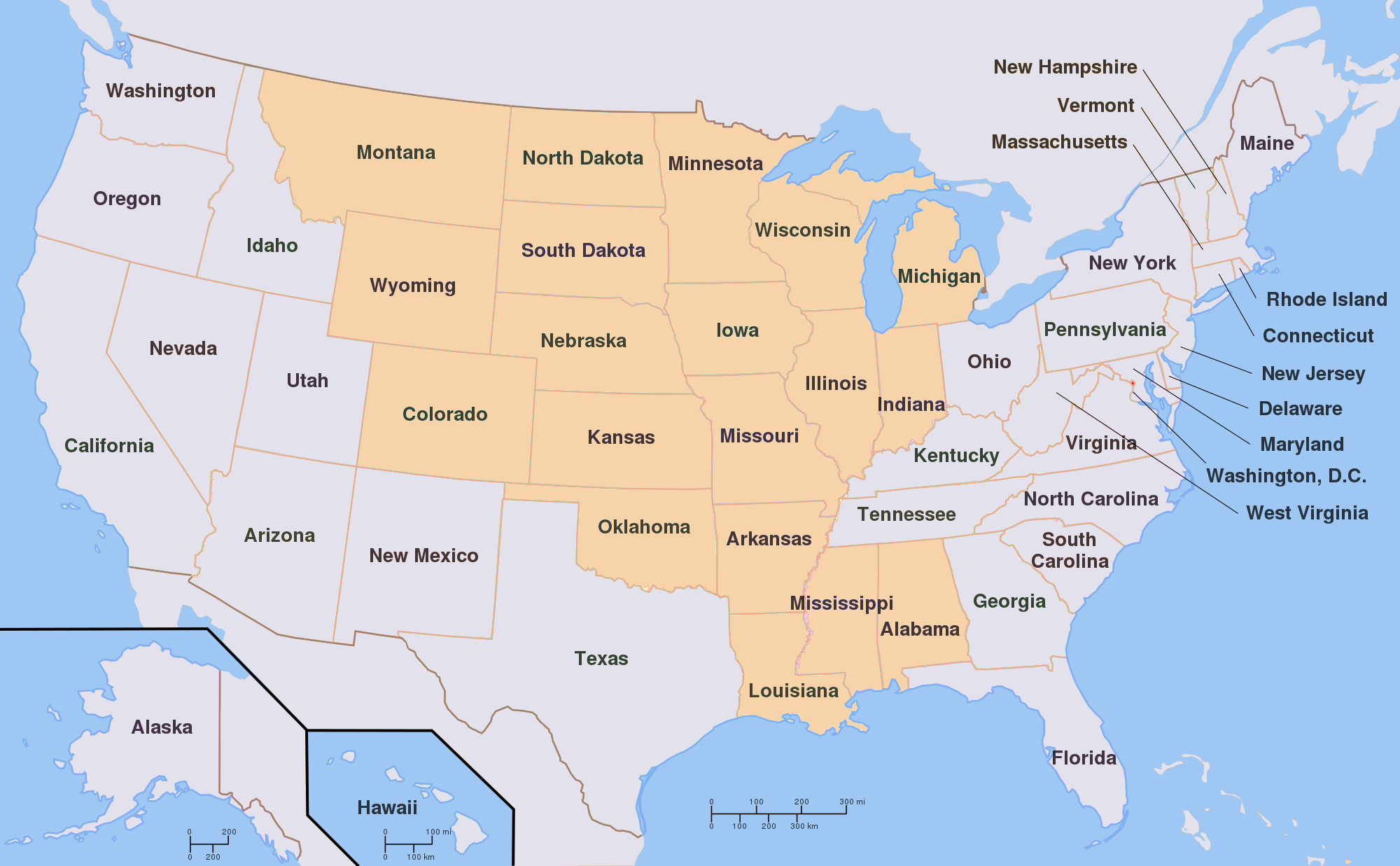